# Окленд (Флорида)
Окленд (англ. Oakland [ˈoʊklənd]) — город, расположенный в округе Ориндж (штат Флорида, США) с населением в 936 человек по статистическим данным переписи 2000 года.

## География
По данным Бюро переписи населения США город Окленд имеет общую площадь в 4,14 квадратных километров, водных ресурсов в черте населённого пункта не имеется.
Город Окленд расположен на высоте 37 м над уровнем моря.

## Демография
По данным переписи населения 2000 года в Оклендe проживало 936 человек, 257 семей, насчитывалось 341 домашнее хозяйство и 379 жилых домов. Средняя плотность населения составляла около 226,09 человек на один квадратный километр. Расовый состав населённого пункта распределился следующим образом: 64,74 % белых, 31,30 % — чёрных или афроамериканцев, 0,11 % — коренных американцев, 1,07 % — азиатов, 2,14 % — представителей смешанных рас, 0,64 % — других народностей. Испаноговорящие составили 3,53 % от всех жителей города.
Из 341 домашних хозяйств в 34,0 % воспитывали детей в возрасте до 18 лет, 54,5 % представляли собой совместно проживающие супружеские пары, в 15,2 % семей женщины проживали без мужей, 24,6 % не имели семей. 18,8 % от общего числа семей на момент переписи жили самостоятельно, при этом 5,6 % составили одинокие пожилые люди в возрасте 65 лет и старше. Средний размер домашнего хозяйства составил 2,74 человек, а средний размер семьи — 3,12 человек.
Население города по возрастному диапазону по данным переписи 2000 года распределилось следующим образом: 28,1 % — жители младше 18 лет, 5,4 % — между 18 и 24 годами, 28,4 % — от 25 до 44 лет, 27,4 % — от 45 до 64 лет и 10,7 % — в возрасте 65 лет и старше. Средний возраст жителей составил 39 лет. На каждые 100 женщин в Оклендe приходилось 92,6 мужчин, при этом на каждые сто женщин 18 лет и старше приходилось 87,5 мужчин также старше 18 лет.
Средний доход на одно домашнее хозяйство городе составил 52 159 долларов США, а средний доход на одну семью — 56 250 долларов. При этом мужчины имели средний доход в 40 000 долларов США в год против 36 161 доллар среднегодового дохода у женщин. Доход на душу населения в городе составил 52 159 долларов в год. 5,2 % от всего числа семей в населённом пункте и 5,9 % от всей численности населения находилось на момент переписи населения за чертой бедности, при этом 6,6 % из них были моложе 18 лет и 8,9 % — в возрасте 65 лет и старше.